# 劉黻 (南宋)
刘黻（1217年—1276年），字声伯，号质翁，又号蒙川。温州乐清县（今浙江省乐清市）人。南宋大臣、学者。

## 生平
刘黻早年读书于雁荡山中僧寺。景定年间中进士。宋理宗淳祐十年（1250年）试入太学，为同辈所敬。曾两次率太学生伏阙上书，抨击朝政。上书反对丁大全诬劾罢免丞相董槐，将夺其位。刘黻率太学同舍生伏阙上书，认为朝庭当以礼进退大臣。因为忤执政丁大全，送南安军安置。丁大全被贬，还太学。侍御史陈垓诬劾程公许，右正言蔡荣诬劾黄之纯，刘黻再次率太学生上书，论陈垓、蔡荣专为朝廷去正人以成奸党之恶。痛言“其势必终于空国无君子,举朝无公论”。又上书谏幸西太乙宫。宋理宗游幸无度，上疏切谏。署昭庆军节度掌书记，由学官试馆职。尽取濂洛诸子之书，摘其精要之语，辑成《濂洛论语》十卷。宋度宗咸淳三年（1267年）拜监察御史，上书宋度宗，极论降内批、降恩泽之滥。建议严格控制内批，国家政令须经三省，方可施行。以对策忤贾似道，复为所抑。咸淳四年（1268年）改正字。知庆元府（治今浙江宁波）时，请建慈湖书院。咸淳八年（1272年）拜刑部侍郎。咸淳九年（1273年）改朝奉郎试吏部尚书，兼工部尚书。景炎元年（1276年），担任参知政事。元朝大军拿下临安府，陈宜中拥立赵昰为宋端宗皇帝，从温州入海，请他来参与政事。刘黻到罗浮去世。

## 著作
有《蒙川集》十卷。